# خاطرات پرستار بچه (فیلم)
خاطرات پرستار بچه (انگلیسی: The Nanny Diaries) فیلمی در ژانر کمدی-درام است به کارگردانی تیم مستندساز آمریکایی شری اسپرینگر برمن و رابرت پولچینی که در سال ۲۰۰۷ منتشر شد.

## بازیگران
- اسکارلت جوهانسون
- کریس ایوانز
- لورا لینی
- پل جیاماتی
- نیکولاس آرت
- دونا مورفی
- آلیشا کیز
- الیسون رایت